# Biotopo protegido Chocón Machacas
El Biotopo Protegido Chocón Machacas es una reserva natural protegida en el departamento de Izabal en el este de Guatemala. Se encuentra en el municipio de Livingston, en una zona densamente boscosa que cubre la parte baja de la cuenca del río Chocón Machacas y la costa norte del complejo río Dulce-golfete Dulce.
En Guatemala, el complejo del río Chocón Machacas, río Dulce y Golfete, forma uno de los últimos hábitats del manatí del Caribe (Trichechus manatus), una especie en peligro de extinción.